# Gare de Brosville
La gare de Brosville est une gare ferroviaire, fermée, de la ligne d'Évreux-Embranchement à Acquigny, située sur le territoire de la commune de Brosville, dans le département de l'Eure en région Normandie.

## Situation ferroviaire
Établie à 42 mètres d'altitude, la gare de Brosville était située au point kilométrique (PK) 12,4 de la ligne d'Évreux-Embranchement à Acquigny, entre les haltes de Saint-Germain-des-Angles et d'Hon-La-Vacherie.
Elle disposait de deux voies et de deux quais.

## Histoire
La ligne d'Évreux à Acquigny est déclarée d'utilité publique le 1er mai 1869. La ligne est ouverte le 10 mai 1872, comprenant la gare de Brosville. Le terminus de la ligne était originellement la gare d'Évreux-Ville ; il faut attendre le 1er juillet 1896 pour qu'elle soit prolongée jusqu'à la gare d'Évreux-Embranchement et qu'elle soit reliée à la ligne de Mantes-la-Jolie à Cherbourg.
Le service voyageurs est supprimé le 1er mars 1940 sur toute la ligne. Le service marchandises est supprimé dans les années 1940 entre Gravigny et Brosville, et le 31 mai 1959 entre Brosville et Acquigny, ce qui entraîne la fermeture définitive de la gare. La section entre Évreux et Hondouville est retranchée le 11 janvier 2002, mais jamais déclassée.

## Patrimoine ferroviaire
Le bâtiment voyageurs d'origine est toujours présent. Réaffecté, il est devenu une habitation privée.